# Storsand, Trøndelag
Storsand är en tätort i Melhus kommun i Trøndelag fylke i mellersta Norge. Orten ligger vid Europaväg 6 och Dovrebanan, på östra sidan av älven Gaula, söder om kommunens centralort Melhus.